# 日本基督教団静岡教会
日本基督教団静岡教会（にほんきりすときょうだんしずおかきょうかい）は、静岡県静岡市葵区西草深町にある、旧メソジスト系の日本基督教団に所属する教会である。
カナダ・メソジスト教会の宣教師であったジョージ・コクランと共にデイヴィッドソン・マクドナルド宣教師が、1873年6月に横浜に上陸した。
1874年（明治7年）4月静岡県の私立英学塾の賤機舎の教師として赴任した。静岡では牧師館でバイブルクラスを開いて、9月27日に11名の英学生（ 山中笑・露木誠一・村松一・三木自道・日根野弘・諏訪昇・栗島重清・小倉烈・佐藤重道（ペンネーム佐藤顕理）・山中常慶・杉山彦六（後の土屋彦六））らに洗礼を授けた。
この英学生が静岡教会を組織した。静岡教会で洗礼を受けた人は、ほとんどが徳川静岡藩の旧幕臣であった。マクドナルドは1878年（明治11年）に一時帰国するまでの4年間に129人に洗礼を授けた。初代牧師に山中共古（山中笑）が就任した。
静岡教会を拠点にして静岡県下に伝道が行われて、清水市、浜松市、藤枝市、島田市、川崎町、焼津市、掛川市、沼津市の各地に多数の教会を生んだ。
1907年に創立された日本メソジスト教会に所属した。1941年には日本基督教団が設立され、静岡教会も日本基督教団の所属になった。
1945年6月、米軍の空襲により、教会堂が消失する。1958年12月に現在の会堂が建設され今日に至る。

## 沿革

### 前史
1871年（明治4年）12月 エドワード・ウォーレン・クラークが静岡学問所にお雇い教師として着任する。教師をする傍ら、キリスト教の伝道を始める。
1872年（明治5年）
- 駿府城内に彼の住居となる洋館（クラーク邸）が完成し入居。
- 8月 学制頒布に伴い、静岡学問所廃止。静岡学問所は人見寧（人見 勝太郎）により私立英学校賤機舎として再出発。

1873年（明治6年） Ｅ・W・クラーク、東京開成学校の科学の教授となり静岡を離れる。
1874年（明治7年）
- 4月8日 デイヴィッドソン・マクドナルド宣教師、クラークの後任として賤機舎に赴任。
- 7月 Ｄ・マクドナルド宣教師、駿府城内の旧クラーク邸に移りそこでバイブルクラスを開く。
- 9月27日 11名の英学生（ 山中笑・露木誠一・村松一・三木自道・日根野弘・諏訪昇・栗島重清・小倉烈・佐藤重道（後の顕理重道）・山中常慶・杉山彦六（後の土屋彦六） ）らに洗礼を授けた。

### 梅屋町時代
1878年（明治11年）
　山中笑牧師により静岡市梅屋町3番地 木佐森伊十郎方 に静岡教会の前身である講義所（伝道所）が開設される。静岡教会初代牧師となる。
1879年（明治12年）
　3月 山中笑牧師、沼津教会に転任し、沼津教会2代目牧師となる。
　淺川廣湖牧師、甲府教会より赴任。静岡教会２代目牧師となる。
1881年（明治14年）　
　淺川廣湖牧師、牛込教会（現・日本基督教団頌栄教会）に転任。
　山中笑牧師、東洋英和学校神学科を卒業して再赴任。静岡教会3代目牧師となる。

### 玄南横丁時代
1882年（明治15年）
　10月 山中笑牧師により静岡市の玄南横丁（呉服町6丁目30番地・現在の呉服町2丁目6番地付近）に静岡教会を移転。
1883年（明治16年）
　6月 山中笑牧師、浜松の連尺町で出張講義開始。後の日本基督教団浜松教会の元となる。
1884年（明治17年）
　5月 山中笑牧師、下谷教会に転任。
　6月 浜松講義所（後の浜松教会）を開く。結城無二三伝道師が浜松着任。
　7月25日 浜松の講義所が静岡教会から独立し、浜松教会となる。結城無二三伝道師が浜松教会初代牧師となる。
　6月 平岩愃保牧師、 甲府教会から赴任し第4代目牧師となる。
　平岩愃保牧師が藤枝に疋野治兵衛・近藤与七を派遣して、伝道開始。
1885年（明治18年）
　夏　久永勝成を藤枝に派遣し、藤枝講義所（後の藤枝教会）を開く。
　冬　掛川講義所（後の掛川教会）を開く。
1886年（明治19年）
　森町・見附に講義所を開く。
　1月7日 掛川講義所が掛川教会となる。初代牧師は太田虎吉。
1887年（明治20年）
- フランシス・アルコット・キャシディ（Fancis Alcot Cassidy）宣教師来静[10][注釈 1]。
- Ｆ・Ａ・キャシディ宣教師、島田伝道を開始[11]。
- 5月 平岩愃保牧師、麻布教会（後の鳥居坂教会）に転任[4]。
- 6月 小林光泰牧師、麻布教会より赴任し第5代目牧師となる[12]。
- 静岡女学校（現：静岡英和女学院）平岩愃保牧師らにより設立。
- 焼津・袋井に講義所を開く[9]。

1888年（明治21年）
　5月4日 Ｆ・Ａ・キャシディ宣教師の助力により藤枝講義所会堂建設の議がまとまる。志太郡藤枝町支部字下伝馬590番地に借地し、藤枝講義所の会堂竣工。藤枝講義所が藤枝教会となる。
　11月 清水、江尻2か所に講義所を開く。
　12月 相良講義所（後の相良教会）を開設。
1889年（明治22年）
　島田でＦ・Ａ・キャシディ、カッキング、ダンロップ宣教師が伝道開始。
　蒲原町講義所を開く。
1890年（明治23年）
- 相良講義所の会堂を献堂[13]。
- 9月23日 - 追手町元静岡県庁舎跡地の追手町31番地（現在の静岡市葵区追手町６丁目付近・現在は静岡市役所となっている）を入札[15]。

1891年（明治24年）
　由比講義所を開く。
1892年（明治25年）
　伊志田平三郎伝道師、島田講義所（後の島田教会）を開設。
　1月9日 大火により会堂・牧師館焼失。会堂再建まで静岡英語専門学校の校舎（静岡市本通り3丁目）を借りて礼拝を行う。
　3月12日 牧師館を新築。

### 追手町31番地時代
1892年（明治25年）
- 11月12日 追手町31番地（現在の静岡市葵区追手町６丁目付近）にゴシック形式の会堂を献堂[15]。設計・監督は伊藤為吉氏[16][17]。
- 12月14日 大火により再び会堂焼失。再び静岡英語専門学校 の校舎（静岡市本通り3丁目）を借りて礼拝を行う[15]。

1893年（明治26年）
- Ｆ・Ａ・キャシディ宣教師カナダへ帰国[10]。
- 1月 島田講義所類焼。伊志田伝道師静岡に退く[11]。
- 3月 牧師館を新築。南賤機村井宮の賤機山一角に共同墓地を開設。[18]
- 6月 小林光泰牧師、甲府教会に転任[12]。平岩愃保牧師、東京麻布教会（現鳥居坂教会）から再赴任。[19]
- 11月25日 会堂献堂。

1894年（明治27年）
　相良講義所が相良教会として独立。初代牧師は手塚久造。
1896年（明治29年）
　8月 平岩愃保牧師転任。外山孝平牧師、沼津教会より赴任。
　静岡市内講義所3か所と清水講義所廃止。
1898年（明治31年）
　島田講義所を閉鎖。。
1900年（明治33年）
　6月 外山孝平牧師、市川教会へ転任。原野彦太郎牧師・川合錠治副牧師赴任。
　川崎（現在の蒲原）へ伝道開始。
　由比講義所を廃止。
　11月 宮内省の要請により追手町31番地の土地を譲渡。
1901年（明治34年）
　10月 ロバート・エンバーソン宣教師着任。

### 追手町229番地時代
1902年（明治35年）
- 6月11日 原野彦太郎牧師、相良教会へ転任[23]。川合錠治副牧師、富山教会へ転任[23]。
- 6月14日 追手町229番地（現在の静岡市葵区追手町９丁目付近）四ツ足門外の外堀埋立地にゴシック形式の会堂を献堂。設計・監督は伊藤為吉氏。[23]
- 7月1日 村岡菊三郎牧師、浜松教会から赴任し10代目牧師となる[24]。
- 研屋町講義所を廃止[21]。

1903年（明治36年）
- 鷹匠町講義所（現新静岡駅付近）を開設[21]。

1904年（明治37年）
　4月 西草深町に宣教師館（後の旧エンバーソン邸）完成。ロバート・エンバーソン宣教師入居。
　10月 西草深町に学生寄宿舎（後のエンバーソンホール）を建築。
1905年（明治38年）
　8月 ロバート・エンバーソン宣教師、日露戦争出征軍人遺家族のために幼児保管所を開く。
　9月 村岡菊三郎牧師辞任。
1906年（明治39年）
　6月 満岡久馬伝道師赴任。
1907年（明治40年）
　4月 ロバート・エンバーソン宣教師により静岡ホームを開設。ロバート・エンバーソン宣教師帰国。後任としてホームス（Charles Parsons Holmes）宣教師、東京から静岡に転任。
　6月 満岡久馬伝道師転任。波多野傳四郎牧師、甲府教会より赴任し11代目牧師となる。
1908年（明治41年）
　9月 ロバート・エンバーソン宣教師再来任。
　9月21日 C・P・ホームス宣教師、静岡から浜松教会に転任。
1910年（明治43年）
　1月 ロバート・エンバーソン宣教師帰国。
　2月 ロバート・コーネル・アームストロング（Robert Cornell Armstrong）宣教師、金沢より転任。旧エンバーソン邸に入居。児童養護施設 静岡ホーム2代総理となる。
　6月 R・C・アームストロング宣教師カナダへ帰国。
1912年（明治45年）
- 双葉幼稚園と賎機幼稚園が静岡県設立認可を受ける[29]。

1913年（大正2年）
　4月 斎藤宗治副牧師赴任。
1915年（大正4年）
　川崎講義所（後の蒲原教会）を開設。
　4月 波多野傳四郎牧師、中央会堂に転任。斎藤宗治副牧師、カナダの日本人教会に転任。川村兵治牧師、掛川教会より赴任。
1922年（大正11年）
- 川崎講義所が川崎教会（後の蒲原教会）となる[22]。
- 川村兵治牧師、長野へ転任[30]。斎藤宗治牧師赴任。
- 6月 島田講義所に会堂を献堂し、島田教会に昇格[11]。

1926年（大正15年）
　譽田町講義所が静岡教会の所属となる。
　6月6日 学生寄宿舎をエンバーソンホールと命名。
1930年（昭和5年）
　4月 斎藤宗治牧師転任。高橋豊吉牧師赴任。
1932年（昭和7年）
　南町教会開設に伴い、譽田町講義所が閉鎖。
1934年（昭和9年）
　都市計画により教会敷地南側街路に面した17坪が収用。
1941年（昭和16年）
　日本基督教団成立に伴い、日本基督教団静岡教会と改称。
1943年（昭和18年）
　4月 高橋豊吉牧師転任。道旛信千代牧師赴任。
1944年（昭和19年）
　9月 道旛信千代牧師辞任。深町正勝牧師、桜新町教会より赴任。
1945年（昭和20年）
　6月20日 静岡大空襲により、教会堂・牧師館・双葉幼稚園焼失。西草深町の宣教師館（後の旧エンバーソン邸）の応接室を集会所兼事務所として礼拝を始める。
　10月 静陵高等女学校（静岡英和女学校）の教室を仮礼拝所として礼拝を始める。
1948年（昭和23年）
- 6月14日 双葉幼稚園用地売却[36]。
- 7月11日 仮会堂を定礎[36]。
- 9月29日 仮会堂を献堂[36]。

1955年（昭和30年）
　12月 西草深町の宣教師館（後の旧エンバーソン邸）の敷地をカナダ・メソジスト教会より分割譲渡される。
1956年（昭和31年）12月15日 宣教師館移動工事開始。

### 西草深町時代
1958年（昭和33年）
- 1月6日 宣教師館曳家実施[38]。
- 11月上旬 西草深町に牧師館完成。
- 12月15日 バシリカ形式の会堂を献堂。設計：田中真雄（下落合教会員）、施工：竹中工務店。[39]

1979年（昭和54年）
　3月 深町正勝牧師隠退、名誉牧師に。
1980年（昭和55年）
　3月26日 伊藤瑞男牧師着任。
1985年（昭和60年）
　宣教師館を静岡市に寄贈。旧エンバーソン邸として池田山自然公園内・日本平動物園隣へ移築が行われる。
1989年（平成元年）
　3月 宣教師館跡地に教育館完成。牧師館建て替え完了。
1990年（平成2年）
　10月12日 深町正勝名誉牧師召天。
2009年（平成14年）
　伊藤瑞男牧師、大泉ベテル教会へ転任。
　佐々木美知夫牧師、18代目牧師となる。

## 歴代牧師
- 1代目 山中笑
- 2代目 淺川廣湖
- 3代目 山中笑
- 4代目 平岩愃保
- 5代目 小林光泰
- 6代目 平岩愃保
- 7代目 外山孝平
- 8代目 原野彦太郎
- 9代目 川合錠治
- 10代目 村岡菊三郎
- 11代目 波多野傳四郎
- 12代目 川村兵治
- 13代目 斎藤宗治
- 14代目 高橋豊吉
- 15代目 道旛信千代
- 16代目 深町正勝
- 17代目 伊藤瑞男
- 18代目 佐々木美知夫

## 講義所・子教会
| 講義所名     | 開設                   | その後                                                              |
| ------------ | ---------------------- | ------------------------------------------------------------------- |
| 浜松講義所   | 1884年（明治17年）6月  | 1884年（明治17年）7月25日 浜松教会となる                            |
| 藤枝講義所   | 1885年（明治18年）夏   | 1888年（明治21年）5月4日 藤枝教会となる                             |
| 掛川講義所   | 1885年（明治18年）冬   | 1886年（明治19年）1月7日 掛川教会となる                             |
| 森町講義所   | 1886年（明治19年）     | ?                                                                   |
| 見附講義所   | 1886年（明治19年）     | ?                                                                   |
| 焼津講義所   | 1887年（明治20年）     | ?                                                                   |
| 袋井講義所   | 1887年（明治20年）     | ?                                                                   |
| 清水講義所   | 1888年（明治21年）11月 | 1896年（明治29年） 廃止                                             |
| 江尻講義所   | 1888年（明治21年）11月 | ?                                                                   |
| 相良講義所   | 1888年（明治21年）11月 | 1894年（明治27年） 相良教会となる                                   |
| 蒲原町講義所 | 1889年（明治22年）     | ?                                                                   |
| 由比講義所   | 1891年（明治24年）     | 1900年（明治33年） 廃止                                             |
| 島田講義所   | 1892年（明治25年）     | 1922年（大正11年） 島田教会となる                                   |
| 研屋町講義所 | ?                      | 1902年（明治35年） 廃止                                             |
| 鷹匠町講義所 | 1903年（明治35年）     | ?                                                                   |
| 川崎講義所   | 1915年（大正4年）      | 1922年（大正11年） 川崎教会となる 1961年（昭和36年） 蒲原教会となる |